# 恋々!!ときめき倶楽部
『Boy Meets Girl 恋々!!ときめき倶楽部』（ボーイミーツガール こいこい ときめきくらぶ）は、日本テレビほかで放送されていた恋愛バラエティ番組である。1988年10月9日から1989年3月26日まで、毎週日曜 12:00 - 13:00 （日本標準時）に放送。

## 概要
視聴者参加型の恋愛バラエティ番組で、渡辺徹と鳥越マリがメイン司会を、関西を拠点に活動していた頃のダウンタウンが渡辺たちの補佐を務めていた。
本格的な東京進出を狙っていたダウンタウンの実質的な東京初のレギュラー番組であり、浜田雅功は番組進行の際に、出演した一般人の頭をど突いたり、無茶振りをしたり、渡辺徹のヒット曲「約束」をしきりに歌ったりと、当時からその存在感をアピールしていた。また、本番組のスタッフの中には、後に『ダウンタウンのガキの使いやあらへんで!!』を手掛ける土屋敏男や菅賢治などもいた。
内容は、番組の最後に、この番組に出演したい女性のビデオレターが流れる。その女性と交際したい男性が、番組あてにラブレターを送る。締め切り後、その女性が送られてきたラブレターを全て読み、実際に会いたいと思った男性を5 - 7人ほど選ぶ。
書類選考を通過した男性5 - 7人とビデオレターの女性1人が集団トークと個別トークを展開する。ゲーム形式は一切ない。また、途中で男性が順番に脱落していく形式ではなく、最後の告白タイムまで男性は全員残る。男性全員からの告白終了後、女性が交際したい男性1人を呼び上げる。この瞬間、スタジオの照明は消されており、名前を呼び上げられなかった残りの男性は、真っ暗な中、何事もなかったかのごとく、スタジオから出て行った。ただし、女性が男性全員に対してお断りすることは認められていなく、交際したい男性が誰もいなくても、必ず誰か1人を呼び上げなければならなかった。
収録先はスタジオのみで、スタジオ以外でのロケは無かった。番組の放送時期が10月から翌年3月だったことから、海やプールで水着美女に求愛するような企画は無かった。

## エンディングテーマ
- 風船爆弾 (THE BLUE HEARTS)

## 放送局
製作局の日本テレビと一部のネット局では日曜昼の時間帯に放送されていた。
- 日本テレビ
- KBS京都
- サンテレビ
- 日本海テレビ[1]
- 熊本県民テレビ[2]